# Dalbergia cearensis
Dalbergia cearensis,  llamado comúnmente palisandro o palo violeta, es un pequeño árbol  perteneciente a la familia de las fabáceas nativo de los estados brasileños de la Caatinga y la Mata Atlántica. (Bahía, Ceará, Paraíba, Pernambuco y Piauí.)
Algunos lo denominan «palisandro», pero no debe confundirse con el palisandro africano (Guibourtia ehie).

## Propiedades
Es notoria por causar reacción alérgica a sujetos sensibles, por la presencia de quinonas sensibilizantes en la madera.[cita requerida]

## Usos
La madera de este árbol llamada "madera real", se usa para mueblería clásica, palos de billar (por ejemplo, los de la marca londinense John Parris). Es purpúrea, con finas y numerosas manchas negras. Su peso específico es de 980 a 1100 kg/m³. Alcanza de 15 a 20 m de altura.[cita requerida]

## Taxonomía
Dalbergia cearensis fue descrita por Adolpho Ducke y publicado en Archivos do Jardim Botânico do Rio de Janeiro 4: 73. 1925.
Sinonimia
- Dalbergia variabilis var. bahiensis Hoehne[5]